# Slawjanskoje (Kaliningrad, Polessk)
Slawjanskoje (russisch Славянское, deutsch Pronitten) ist ein Ort in der russischen Oblast Kaliningrad und gehört zur gehört zur kommunalen Selbstverwaltungseinheit Stadtkreis Polessk im Rajon Polessk.

## Geographische Lage
Slawjanskoje liegt neun Kilometer südwestlich der Stadt Polessk (Labiau) an der russischen Fernstraße A 190 (ehemalige deutsche Reichsstraße 126). Im Ort enden zwei Nebenstraßen, die aus südlicher Richtung von der Ortsstelle Kustowka (Lindenau, nicht mehr existent) bzw. aus nördlicher Richtung von Uschakowka (Kampkenhöfen) kommen. Slawjanskoje ist Bahnstation an der Bahnstrecke Kaliningrad–Sowetsk (Königsberg–Tilsit).

## Geschichte
Für den Ort Prewenithe wurde 1303 – Zeitpunkt seiner ersten Erwähnung – eine Handfeste für die dort angesiedelten Litauer ausgestellt. Im Laufe der Jahrhunderte wandelte sich der Name in Pronitten. und heute russisch „Slawjanskoje“. Zwischen 1874 und 1945 war das Dorf in den Amtsbezirk Legitten eingegliedert, der zum Kreis Labiau im Regierungsbezirk Königsberg der preußischen Provinz Ostpreußen gehörte. Im Jahre 1910 zählte Pronitten 384 Einwohner
Am 30. September 1928 wurden drei Nachbargutsbezirke in die Landgemeinde Pornitten eingegliedert: Jäger-Taktau (heute russisch: Turgenewo), Löbertshof (nicht mehr existent) und Schlepecken (1938–1946: Kleinpronitten, heute russisch: Owraschje). Die Einwohnerzahl belief sich 1933 auf 697 und betrug 1939 bereits 732.
In Kriegsfolge kam Pronitten 1945 mit dem nördlichen Ostpreußen zur Sowjetunion und erhielt 1947 nach dem russischen Wort sosna für Kiefer die Bezeichnung Sosnowka. Gleichzeitig wurde der Ort Sitz eines Dorfsowjets. Von 2008 bis 2016 gehörte Slawjanskoje zur Landgemeinde Turgenewskoje selskoje posselenije und seither zum Stadtkreis Polessk.

### Slawjanski selski Sowet/okrug 1947–2008
Der Dorfsowjet Slawjanski selski Sowet (ru. Славянский сельский Совет) wurde im Juni 1947 eingerichtet. Nach dem Zerfall der Sowjetunion bestand die Verwaltungseinheit als Dorfbezirk Slawjanski selski okrug (ru. Славянский сельский округ). Im Jahr 2008 wurden die verbliebenen Orte des Dorfbezirks in die neu gebildete Landgemeinde Turgenewskoje selskoje posselenije eingegliedert.
| Ortsname                       | Name bis 1947/50                                                       | Bemerkungen |
| ------------------------------ | ---------------------------------------------------------------------- | --- |
| Dawydowka (Давыдовка)          | Poßritten                                                              | Der Ort wurde 1947 umbenannt und vor 1988 verlassen.                                                                                                  |
| Drosdowo (Дроздово)            | Klein Droosden                                                         | Der Ort wurde 1947 umbenannt und vor 1975 verlassen.                                                                                                  |
| Ijulskoje (Июльское)           | Julienhöhe und Fischer-Taktau                                          | Der Ort wurde 1947 umbenannt. |
| Jermolowo (Ермолово)           | Kammerlack und Klein Scharlack                                         | Der Ort wurde 1950 umbenannt und war zunächst in den Dorfsowjet Mordowski eingeordnet. Er wurde offenbar vor 1975 an den Ort Nachimowo angeschlossen. |
| Kamenka (Каменка)              | Steinau                                                                | Der Ort wurde 1947 umbenannt. |
| Kustowka (Кустовка)            | Adlig Wißritten, Lindenau und Klein Sittkeim                           | Der Ort wurde 1947 umbenannt und 1997 an den Ort Maiskoje angeschlossen.                                                                              |
| Lipowka (Липовка)              | Stenken                                                                | Der Ort wurde 1947 umbenannt. |
| Maiskoje (Майское)             | Meyken                                                                 | Der Ort wurde 1947 umbenannt. |
| Malaja Lipowka (Малая Липовка) | Schakaulack, Needau, Poparten und Grüblauken, 1938–1945: „Gründendorf“ | Der Ort wurde 1950 umbenannt und war zunächst in den Dorfsowjet Mordowski eingeordnet. Er wurde vor 1975 verlassen.                                   |
| Nachimowo (Нахимово)           | Perkuiken und Wilhelminenhof                                           | Der Ort wurde 1950 umbenannt und war zunächst in den Dorfsowjet Mordowski eingeordnet.                                                                |
| Nekrassowo (Некрасово)         | Groß Scharlack                                                         | Der Ort wurde 1950 umbenannt und war zunächst in den Dorfsowjet Mordowski eingeordnet.                                                                |
| Nikitowka (Никитовка)          | Marienhof                                                              | Der Ort wurde 1947 umbenannt. Er verlagerte sich an die Ortsstelle Lablacken.                                                                         |
| Owraschje (Овражье)            | Schlepecken, 1938–1945: „Kleinpronitten“                               | Der Ort wurde 1947 umbenannt. |
| Podlessje (Подлесье)           | Weizenhof                                                              | Der Ort wurde 1947 umbenannt und vor 1975 verlassen.                                                                                                  |
| Pridoroschnoje (Придорожное)   | Neu Droosden                                                           | Der Ort wurde 1947 umbenannt. |
| Rybkino (Рыбкино)              | Annenhof                                                               | Der Ort wurde 1947 umbenannt. |
| Schurawljowka (Журавлевка)     | Groß Droosden und Seith                                                | Der Ort wurde 1947 umbenannt. |
| Sibirskoje (Сибирское)         | Moritten                                                               | Der Ort wurde 1947 umbenannt. |
| Slawjanskoje (Славянское)      | Pronitten                                                              | Verwaltungssitz |
| Tulskoje (Тульское)            | Kapstücken                                                             | Der Ort wurde 1950 umbenannt und war zunächst in den Dorfsowjet Mordowski eingeordnet. Er wurde vor 1975 verlassen.                                   |
| Uschakowka (Ушаковка)          | Damm, Kampken und Kampkenhöfen                                         | Der Ort wurde 1947 umbenannt. |

Die beiden im Jahr 1947 umbenannten Orte Dalneje (Bendiesen) und Olegowo (Senseln), die ebenfalls zunächst in diesen Dorfsowjet eingeteilt worden waren, kamen dann (vor 1975) aber zum Dobrinski selski Sowet.
Der im Jahr 1947 umbenannte Ort Turgenewo (Jäger-Traktau), der ebenfalls zunächst in diesen Dorfsowjet eingeteilt worden war, kam dann (vor 1975) aber zum Tjuleninski selski Sowet.

## Teufelsstein
Für Pronitten bemerkenswert war der sogenannte „Teufelsstein“. Es handelte sich dabei um eine alte prußische Kultstätte, die sich nicht weit entfernt von dem vorchristlichen Friedhof in Löbertshof (heute nicht mehr existent) befand. Die Häuser des Dorfes hatte man hufeisenförmig um diesen Teufelsstein herum gruppiert.

## Kirche
Mit seiner fast ausnahmslos evangelischen Bevölkerung war Pronitten bis 1945 in das Kirchspiel der Kirche Groß Legitten eingepfarrt. Es gehörte zum Kirchenkreis Labiau in der Kirchenprovinz Ostpreußen der Kirche der Altpreußischen Union. Die alte Pfarrkirche ist renoviert und dient heute wieder als Gotteshaus der evangelisch-lutherischen Kirchenglieder im Einzugsbereich Turgenewos, in dem auch Slawjanskoje liegt. Die Gemeinde ist Filialgemeinde der Auferstehungskirche in Kaliningrad (Königsberg) in der Propstei Kaliningrad der Evangelisch-lutherischen Kirche Europäisches Russland.

## Schule
In Pronitten gab es vor 1945 eine dreiklassige Schule, deren letzter deutscher Schulleiter der Hauptlehrer Emil Zantopp war. Das Schulgebäude ist bis heute erhalten.